# Kutiyapi
Le kutiyapi, ou kudyapi , est un instrument de musique, apparenté à un luth, un instrument à cordes pincées, philippin à trois cordes et fretté. C'est le seul instrument à cordes utilisé par les peuplades de la province de Palawan dans les Philippines, notamment chez les Maranao et chez les Manobo, des régions du Sud - Est asiatique. 

## Description
Le kutiyapi est le plus souvent vu est dans les tribus des Maranao et des Manobo. Il mesure de 120 cm(s)  à 180 cm(s) de long et comporte neuf frettes en cire d'abeille durcie. L'instrument est taillé dans du bois tendre solide semblable à du jacquier. Un tempo constant est donné dans une octave supérieure avec l'une des frettes tandis que l'autre, interprètent  la mélodie au moyen d'un archet à kabit ou en rotin (généralement fabriquée dans du plastique de nos jours).

## Utilisation
L'utilisation du kutiyapi est généralement commune aux Maranao et aux Manobo, tout  comme les instruments de la famille des « luths bateau », également connu sous le nom « luths crocodile ». Dans les tribus  Palawano, de la province de Palawan, les différentes interprétations sont modulables sur deux registres. C'est la manière dont les frettes en cire d'abeille sont utilisées qui les déterminent. L'une, dite binalig, se joue dans une gamme plus aiguë, elle est similaire au son du pelog; l'autre, dite dinaladay, se joue dans une gamme pentatonique inférieure, elle est utilisée dans l'interprétation d'œuvres de nature abstraite: Patentek , Patundug , Banutun et Minudel. 
Le Binalig n'incluent que des compositions classiques comme Malapankuno (chant du coq) et Mapalendad  ne sont  jouées que sur le kulintang. Le Kutiyapi peut être accompagné ou non de plusieurs types de flûtes; le palendag , suling , insi ou tumpong . 

## Concerts dominicaux
Parmi les Maguindanao et Maranao, un style informel beaucoup plus récent est également utilisé. Dayunday est joué devant un public utilisant un style vocal improvisé basé sur les genres sangel sa wata (berceuse traditionnelle) et bayok (chant épique chanté à la cappella ), interprétés soit en binalig, soit en dinaladay, utilisés lors des mariages, campagnes électorales, célébrations religieuses telles que l’ Aïd ou d’autres grands rassemblements. Le dimanche donnent lieu à des compétitions dans lesquelles des musiciens réputés s'affrontent en joutes verbales.

## Instruments similaires
Le kutiyapi, ou kudyapi est similaire à de nombreux autre instruments: Kusyapi ( Palawan ), Fegereng ( Tiruray ), Fuglung ( B'laan ), Magindanao Kudyapi ( Bukidnon et Tagbanwa ), Hegelung ( T'boli )  et Kudlung ( Manobo , Mansaka , Mandaya , Bagobo et Mindanao central) . Ces instruments sont joués avec la Sape de Sarawak et les luths crocodiles de l’Asie du Sud-Est continentale. Bien qu'il ait un nom similaire, le Kacapi de Sunda sur Java, est une cithare et non un luth.